# Jamie Payne
Jamie Payne (* Juni 1968) ist ein britischer Regisseur.

## Leben
Payne wurde 1968 geboren und startete mit seinem Debüt The Dance of Shiva in die Filmbranche. Danach drehte er vor allem britische Fernsehserien. Für The Hour erhielt 2011 er beim Geneva Film Festival den Preis für die Beste Internationale Fernsehserie. Im Jahr 2013 steuerte er zwei Folgen zur britischen Kultserie Doctor Who und im Jahr danach begann er mit Legends bei seiner ersten US-amerikanischen Serie Regie zu führen. Zugleich war er bei dieser auch Produzent. Schließlich produzierte er 2019 vier Folgen für die Fernsehserie Luther und führte 2023 bei dem Spinoff Luther: The Fallen Sun Regie. Nach eigenen Angaben war er froh, dass er mehr Zeit als bei der Serie für Drehs hatte. Auch lobte er den Einsatz von Hauptdarsteller Idris Elba.

## Filmografie (Auswahl)
Payne dreht hauptsächlich Fernsehserien, weshalb alle anderen Formate hervorgehoben sind:
- 1998: The Dance of Shiva (Kurzfilm)
- 2002: The Bill
- 2004: New Tricks – Die Krimispezialisten (New Tricks)
- 2005: Child of Mine (Fernsehfilm)
- 2007: Primeval – Rückkehr der Urzeitmonster (Primeval)
- 2010: Ashes to Ashes – Zurück in die 80er (Ashes to Ashes)
- 2011: Outcasts
- 2012: Call the Midwife – Ruf des Lebens (Call the Midwife)
- 2012: The Hour
- 2013: Da Vinci’s Demons
- 2013: The White Queen
- 2013: Doctor Who
- 2014: The Bletchley Circle
- 2015: Legends
- 2016: Quantico
- 2016: Queen of the South
- 2018: The Alienist – Die Einkreisung (The Alienist)
- 2019: Luther
- 2019: New Amsterdam
- 2021: Infiltration
- 2022: Outlander
- 2023: Luther: The Fallen Sun (Kinofilm)

## Auszeichnungen
- 2011: Geneva Film Festival in der Kategorie Beste International Fernsehserie für The Hour
- 2012: Online Film & Television Association: Nominierung in der Kategorie Bester Regisseur für The Hour
- 2013: Satellite-Award-Nominierung in der Kategorie Beste Miniserie/Fernsehfilm für The White Queen
- 2018: Primetime-Emmy-Nominierung in der Kategorie Herausragende Kurzserie für The Alienist